# Hwsalu-utsum Provincial Park
Der Hwsalu-utsum Provincial Park (auch Hwsalu-utsum Park) ist ein nur etwa 143 Hektar (ha) großer Provincial Park im Süden der kanadischen Provinz British Columbia, auf Vancouver Island.
Der Park liegt im Cowichan Valley Regional District, im Süden von Vancouver Island, ostnordöstlich der der Gemeinde Shawnigan Lake. Er grenzt nach Süden unmittelbar an den nordöstlichen Hauptteil des Koksilah River Provincial Park an und zieht sich fast vom Koksilah River die Hänge der Berge der Koksilah Ridge hinauf. Bei dem Park handelt es sich um ein Schutzgebiet der IUCN-Kategorie II (Nationalpark).
Der Park wurde am 25. November 2021 per Gesetz als Provincial Park eingerichtet und ist damit aktuell der jüngste aller Provincial Parks in British Columbia.
Wie jedoch bei fast allen Provinzparks in British Columbia gilt auch für diesen, dass die Gegend, lange bevor sie von europäischen Einwanderern besiedelt oder sie Teil eines Parks wurde, in diesem Fall Jagd- und Fischfanggebiet verschiedener Gruppen der First Nations, hier hauptsächlich der einer Gruppe der Halkomelem aus deren Sprache auch der Name für dieses Gebiet kommt, war.